# Ваханци
Ваханци (енгл. Wakhs, рус. Ваханцы) народ су из памирске групе иранских народа који живи у државама централне Азије, а највећи број њих тренутно живи на сјеверним просторима планине Памир у Таџикистану и у округу Вахан у авганистанској провинцији Бадахшан.

## Станиште
Ваханци насељавају највиши део Памира у бившем Совјетском Савезу, Авганистану, Пакистану и Кини (Кинески Туркистан). Њихово станиште мање или више одговара историјском региону Вахан, који је углавном заузимао долину ријеке Вахан (у садашњем Авганистану), затим горње крајеве ријеке Панџ. Историјски Вахан се налазио између Памира и Хиндукуша, отприлике на око 2.500 - 3.000 метара надморске висине. Детаљнији опис Ваханаца може се наћи у кинеским хроникама из 7. вијека.
Ваханци само долину ријеке Панџ зову Вахан од ушћа река Вахан и Памир (места где настаје ријека Панџ) до тачке гдје се Панџ нагло нагиње ка сјеверу, у близини области Ишкашим. Долину реке Вахан називају Сархад. Део Вахана на десној обали ријеке Панџ припада ишкашимском округу Горно-Бадахшан аутономне покрајине у Таџикистану. Лијева страна (обала) и Сархад припадају Авганистану (и то округу Вахан). Граница пролази дуж реке Панџ.
Ваханци, како се наводи, живе у горњим крајевима реке Панџ, на десној и лијевој обали. Насеља почињу с селом (кишлаком) Лангар-кишни, у горњим крајевима реке, док се доња села (Намадгут или Намадгат и Козиде) налазе на ушћу ријека Вахан и Памир. Ваханци такође живе и у административном центру Ишкашимског рејона (округа) граду Ишкашим. Око 50 породица које су дошле из Авганистана живе у округу Кујбишев у Таџикистану.

## Становништво
Године 1939. било је 4.500 припадника ове популације. Тачан број Ваханаца данас тренутно није познат, али влада мишљење да је у бившем Совјетском Савезу било око 5.000-7.000 припадника ове популације, од чега је 5.000 било настањено у селима на територији Ваханаца. Приближно исти број живи негде другде, мада, према ријечима А. Грјунберга и Ј. Стеблин-Каменевског, Ваханаца има скоро 20.000, док по другим мишљењима, не више од 15.000.
Европљани су први пут чули за Ваханце почетком прошлог вијека, када је А. Бернс у свом путописном часопису „Reise nach und in Bokhara” (Вајмар 1835. године) објавио неколико ријечи на ваханском језику. Знатно потпуније информације потичу од 1876. године, када је Р. Шав објавио одломке из ваханских текстова, који се састојао од кратаког прегледа граматике и рјечника под називом: „On the Ghalchah Languages (Wakhi and Sarikoli)” - Часопис азијског друштва Бенгала, 1876. године. Шав је такође путовао у областима у којима се говоре дијалекти ваханског језика у Кини, на територији данашњег Ујгурског аутономног региона у Синкјангу.
| Година | Број становништва |
| ------ | ----------------- |
| 1939.  | 4 500             |

## Језик
Вахански језик припада јужној групи памирских језика, који припадају иранској групи индоевропске породице језика, као и језик Ишкашимаца. Вахански језик је богат архаизмима, и знатно се разликује од осталих памирских језика, и генерално од југоисточне групе иранских језика, који имају одређене заједничке карактеристике са индијским језицима. Иако је подељен границама, вахански језик је и даље исти, док дијалектске разлике нису велике.
Језик међусобне комуникације и писани језик за припаднике исмаилијске религије малих народа Памира био је таџички језик. Поред матерњег и таџичког језика, у горњим предјелима њихових територија, присутни су и туркијски утицаји који се огледају у именима мјеста. Такође, многи Ваханци говоре и шугнански језик. 
Прије успостављања совјетског режима, Ваханци су готово у потпуности били неписмени. Данас је школовање обавезно за све. Језик за школовање је, без изузетка, таџички, што како се наводи доводи до распада матерњег језика. Али, у домаћинствима ових народа се још увијек користи матерњи језик, иако већина говори течно таџички језик. 

## Историја
До друге половине 19. вијека, простор који су насељавали Ваханци (Вахан) је био аутономни регион, који је с времена на вријеме падао под власт Бадахшана. 

## Етничка култура
У свакодневном животу Ваханаца влада традиција. Главна занимања су пољопривреда (обрађује се пшеница, јечам и махунарке) и баве се такође и узгојом стоке (говеда, овце, козе и јаке). Пошто је отежано коришћење стројева на планинским падинама, Ваханци користе старе примитивне методе култивације (на примјер, користе олово за орање). Историјски гледано села Ваханаца су мала и садрже неколико суседних кућа из којих свака породица има свој излаз. Ваханци су муслимани (ислам) и припадају исмаилијској религијској групи. 

## Писмо
Као и други језици Памира, Ваханци немају писани језик. У Совјетском Савезу, таџички језик се користио у књижевне сврхе, конкретније, користио се посебан вахански дијалекат таџичког језика. Једини случајеви монолингвизма би били међу малом децом или старим женама. У Авганистану, Ваханци користе Дард или Фарсикабул и паштунски за писани језик; у Кини, пре свега ујгурски језик или језик Кинеза. У Авганистану, у поређењу са таџичким Ваханцима, изумирање њиховог језика је трајало у много споријем ритму, пошто у то вријеме није било обавезног образовања, а писменост још није била распрострањена.